# Coutures (Gironda)
Coutures é uma comuna francesa na região administrativa da Nova Aquitânia, no departamento de Gironda. Estende-se por uma área de 3,4 km². Em 2010 a comuna tinha 102 habitantes (densidade: 30 hab./km²).